# Svetloba
Svetlôba je elektromagnetno sevanje pri različnih valovnih dolžinah oziroma frekvencah. Del spektra, od približno 380 nm do približno 750 nm, ki ga zazna človeško oko, se imenuje vidna svetloba. Hitrost svetlobe v vakuumu je 299,792,458 m/s in je neodvisna od njene valovne dolžine. V fiziki se pojem svetloba pogosto nanaša na elektromagnetna sevanja vseh valovnih dolžin, ne glede na to, ali so vidna ali ne. S preučevanjem svetlobe se ukvarja optika.
Svetloba ima pet osnovnih značinosti: jakost, frekvenco ali valovno dolžino, polarizacijo, fazo in orbitalni kotni moment. Pri elektromagnetnem valovanju sta električna in magnetna poljska jakost vedno pravokotna na smer širjenja svetlobe, zato je svetloba transverzalno elektromagnetno valovanje.
Pomanjkljivost valovnega opisa svetlobe se je pokazala z meritvami sevalnega spektra črnih teles na prelomu iz 19. v 20. stoletje. Problem, znan pod imenom ultravijolična katastrofa, je namreč razkril dualnost svetlobe. To pomeni, da ima svetloba značilnosti valovanja, hkrati pa tudi značilnosti delcev. V delčni obravnavi, ki je mogoča le z uporabo kvantne mehanike, je svetloba sestavljena iz majhnih energijskih  paketov (kvantov svetlobe), imenovanih fotoni.